# Лаухенапесси, Эли
Эли Лаухенапесси (нидерл. Eli Louhenapessy; родился 14 октября 1976 года, Амстердам) — нидерландский футболист индонезийского происхождения, завершивший игровую карьеру, выступал на позиции полузащитника.

## Биография

### Клубная карьера
Эли Лаухенапесси — воспитанник амстердамского футбольного клуба ДВС. В 1995 году 19-летний полузащитник стал игроком «Аякса». Его неофициальный дебют состоялся 13 июля 1996 года в товарищеском матче против клуба ДХК из Делфта, завершившемся гостевой победой «Аякса» со счётом 0:5; автором первого гола в игре стал Лаухенапесси. Всего, перед началом сезона 1996/1997, Эли провёл 9 товарищеских встреч, в которых он забил 6 голов. В начале августа ему даже довелось сыграть против «Манчестер Юнайтед» и «Челси».
Однако за основную команду «Аякса» Эли провёл всего один официальный матч. Он состоялся 17 ноября 1996 года в матче чемпионата Нидерландов против клуба НАК. В гостевой игре Лаухенапесси отыграл весь первый тайм, а после перерыва он был заменён на нигерийца Тиджани Бабангиду. Матч завершился поражением амстердамцев со счётом 2:0. Перед началом сезона Эли сыграл девять товарищеских матчей за «Аякс»
В 1997 году Эли подписал контракт с итальянским клубом «Удинезе», но тут же был отдан в аренду клубу «Дженоа», который выступал в итальянской Серии Б. В составе клуба из Генуи Лаухенапесси провёл 12 матчей и забил 1 мяч.
После возвращения в «Удинезе» Эли играл за молодёжную команду, а через некоторое время был отдан в аренду нидерландскому клубу «Де Графсхап». В составе «Де Графсхапа» Эли провёл только два матча в сезоне, которые состоялись в сентябре 1999 года.
Вернувшись в «Удинезе», Эли в 2001 году был отдан в аренду клубу «Салернитана». После окончания аренды у Эли закончился контракт с «Удинезе». В том же году Лаухенапесси в качестве свободного игрока перешёл в австрийский клуб «Шварц-Вайс» из города Брегенца. За «Шварц-Вайс» Эли сыграл 9 матчей в Бундеслиге, а после окончания сезона покинул клуб.
В 2002 году Лаухенапесси вернулся в Италию и стал игроком клуба «Тамай». Позже он выступал в низших дивизионах Италии за команды «Севельяно», «Каррарезе», «Поццуоло-дель-Фриули», «Сан-Даниеле-дель-Фриули», «Аурора Буонаккуисто» и «Буттрио».
С 2009 года Эли вновь стал выступать за клуб «Аурора Буонаккуисто». В мае 2010 года, во время матча против команды «Треппо Гранде», болельщики освистали темнокожего Лаухенапесси. Однако позже руководство «Треппо Гранде» заявило, что это не было проявлением расизма.